# Flugunfall einer Antonow An-32 bei Nasir 1998
Der Flugunfall einer Antonow An-32 bei Nasir ereignete sich am 12. Februar 1998 in der Stadt Nasir im Sudan, als eine Antonow An-32 der Sudanesischen Luftwaffe (Luftfahrzeugkennzeichen 7744) in den Fluss Sobat stürzte. Dabei wurden einige bedeutende Politiker getötet, unter anderem der damalige Vizepräsident Zubair Mohamed Salih.

## Ablauf des Unfalls
Am Morgen des 12. Februar 1998 versuchten die Piloten einer Antonow An-32 der Sudanesischen Luftwaffe, auf dem Nasir Airport zu landen. Das Flugzeug schoss über das Landebahnende hinaus und stürzte in den Fluss Sobat. Die sudanesische Regierung erklärte, dass Nebel und starke Winde das Unglück verursacht hätten. Der Sprecher der Sudan People’s Liberation Army (SPLA) in Nairobi jedoch verkündete, der Zwischenfall sei kein Unfall, sondern ein Ergebnis eines Angriffs der SPLA gewesen.

## Opfer
Von den 57 Besatzungsmitgliedern und Passagieren an Bord ertranken 26, unter anderem:
- Zubair Mohamed Salih, Vizepräsident des Sudan,
- Musa Sayed Ahmed, Generaldirektor des Supreme Council for Peace,
- Arok Thon Arok, ein ehemaliger Rebellenführer, der sich als Offizier der Sudanesischen Armee angeschlossen hatte,[6]
- Timothy Tutlam, Direktor der Relief Association of Southern Sudan.[7]

Der Informationsminister Brigadier Mohamad Kheir und ein weiterer Minister überlebten.